# Dunderpappa
Dunderpappa var en svensk tidskrift med fyra nummer per år. Den vände sig främst till nyblivna pappor och tog upp rollen en man har som pappa. Första numret kom i slutet av 1998 med Urban Svensson som chefredaktör. Tidskriften lades ner i början av 2000.